# Wolfgang Eichler (Politiker)
Wolfgang Eichler (* 4. April 1938 in Halle (Saale)) ist ein deutscher Politiker der SPD und war von 1994 bis zu seiner Mandatsniederlegung im Zuge der Ernennung zum Staatssekretär 1999 Mitglied im Landtag von Sachsen-Anhalt.

## Leben und Beruf
Nach seinem Abitur 1956 studierte er Physik an der Martin-Luther-Universität Halle-Wittenberg. 1962 schloss er sein Studium als Diplom-Physiker ab. Anschließend war er bis 1992 als Assistent und Oberassistent an der Sektion Physik der Universität Halle tätig. 1975 promovierte er zum Doktor. Von 1992 bis zu seinem Einzug in den Landtag arbeitete er als Referatsleiter in der Landeszentrale für politische Bildung.
Eichler ist verheiratet und hat zwei Kinder.

## Partei
Eichler trat im März 1990 in die SPD ein und war Schatzmeister des SPD-Landesverbandes.

## Politisches Mandat
Wolfgang Eichler war von der 2. Wahlperiode an bis zu seiner Ernennung zum Staatssekretär im Kultusministerium 1999 Abgeordneter im Landtag. Für ihn rückte Krimhild Fischer nach. Eichler vertrat den Wahlkreis Aschersleben.
Da das Magdeburger Modell bei der Landtagswahl 2002 seine Mehrheit verloren hatte, schied Eichler aus seinem Amt als Staatssekretär aus.

## Quelle
- Landtag von Sachsen-Anhalt 3. Wahlperiode 1998-2002. Neue Darmstädter Verlagsanstalt.

| Personendaten    | Personendaten                  |
| ---------------- | ------------------------------ |
| NAME             | Eichler, Wolfgang              |
| KURZBESCHREIBUNG | deutscher Politiker (SPD), MdL |
| GEBURTSDATUM     | 4. April 1938                  |
| GEBURTSORT       | Halle (Saale)                  |